# Johannes Kreuz
Johannes Kreuz (* in Todtnau; † 25. März 1413 in St. Blasien) war als Johannes I., Kreuz von 1391 bis 1413 Abt im Kloster St. Blasien im Südschwarzwald.

## Wappen
Goldenes Kreuz mit Kleeblattenden, vierfach geteilt auf rotem Schild.